# Citharichthys macrops
Citharichthys macrops es una especie de pez del género Citharichthys, familia Paralichthyidae. Fue descrita científicamente por Dresel en 1885.
Se distribuye por el Atlántico Occidental: sur de la bahía de Chesapeake hacia el sur de EE. UU., Bahamas, todo el golfo de México excepto el noroeste de Cuba; en el Caribe desde el sur de Jamaica, América Central y del Sur desde México hasta las islas de la Bahía de Honduras y desde Colombia hasta Brasil (Santa Catarina). La longitud total (TL) es de 20 centímetros. Puede alcanzar los 100 metros de profundidad.
Está clasificada como una especie marina inofensiva para el ser humano.